# Battenberg (Pfalz)

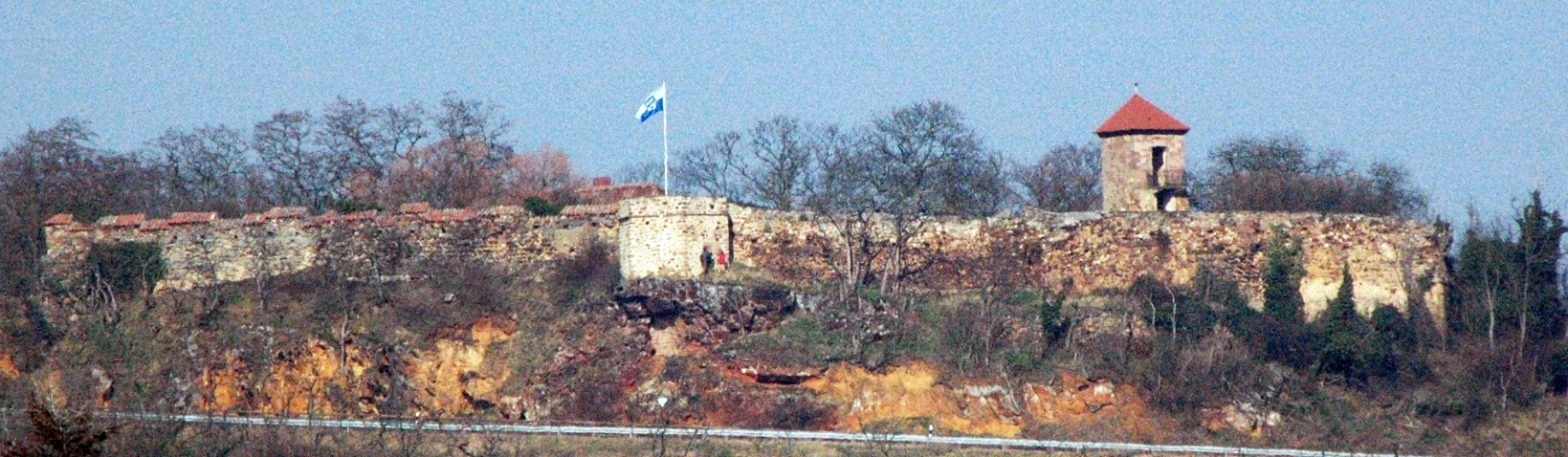
Burg Battenberg von Süden

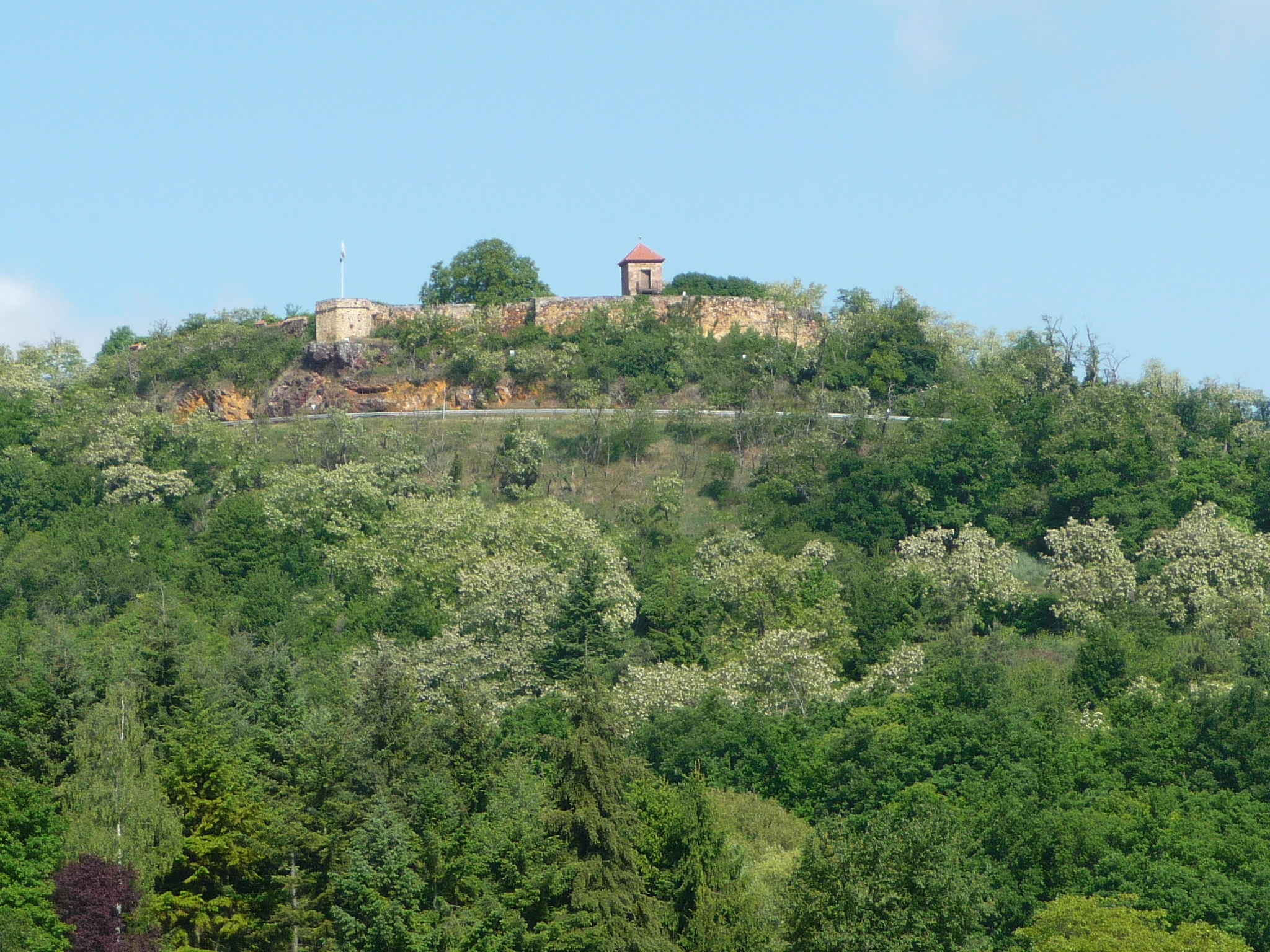
Battenberg von Süden

Battenberg (Pfalz) ist die nach Einwohnerzahl kleinste Ortsgemeinde im rheinland-pfälzischen Landkreis Bad Dürkheim. Sie liegt 20 km westlich von Ludwigshafen am Rhein direkt auf der westlichen Bruchzone des Oberrheingrabens und gehört der Verbandsgemeinde Leiningerland an.

## Geographie und Geologie

### Lage und Umgebung
Battenberg liegt im Nordwesten der europäischen Metropolregion Rhein-Neckar und am Westrand der Oberrheinischen Tiefebene innerhalb des Haardtrandes sowie dessen Untereinheit Unterhaardt. Geologisch ist dies die Nahtstelle zwischen dem Mittelgebirge des Pfälzerwalds und dem tiefen Grabenbruch des Rheintals. Nachbargemeinden sind – im Uhrzeigersinn – Neuleiningen, Kleinkarlbach, Bobenheim am Berg und Altleiningen.
Battenberg sitzt auf dem Leininger Sporn, dem nordöstlichen Ausläufer des Pfälzerwalds, von wo aus das Höhenniveau nach Nordwesten zum Eisenberger Becken absinkt. Am Ostabhang des Sporns verläuft jene Bruchlinie, an welcher der einstige Boden des heutigen Oberrheingrabens über 10 km in die Tiefe sank und mit jüngeren Sedimenten zur jetzigen Ebene aufgefüllt wurde.
Der Gebirgsrand besteht zum großen Teil aus Buntsandstein, der im Einzugsgebiet der Gemeinde vor 250 Millionen Jahren aus verwehtem Wüstensand entstanden ist. Vor Ort kommt auch der sogenannte Kapuzinerstein vor.

### Erhebungen
Markante Erhebungen auf der Gemarkung der Gemeinde sind die Pickelhaube (361 m), die sich unmittelbar westlich des Siedlungsgebiets erstreckt und der südwestlich von ihr liegende Harzweilerkopf (415 m).

### Gewässer
In 300 m ü. NHN, etwa 150 m über dem rechten Ufer des Eckbachs, gruppiert sich das kleine Dorf westlich der gleichnamigen Burg, ohne dass der Wasserlauf selbst die Gemarkung der Ortsgemeinde berührt. Durch den Südosten des Gemeindeterritoriums, jedoch abseits des Siedlungsgebiets, verläuft der Krumbach, der das nach ihm benannte Krumbachtal südlich der Bebauung durchquert. Der Höninger Bach bildet im Westen die Gemarkungsgrenze zu Altleiningen.

## Geschichte

### Altertum und Mittelalter
Beim Ort liegt ein altpaläolithischer Fundplatz mit Ambosssteinen, Geröllgeräten, schweren Hausteinen, Spaltern und wuchtigen Schabern, aus dem Acheuléen zum Teil mit Wüstenlack behaftet. Der Raum war während der Eiszeit gletscherfrei. Sehr umstritten (siehe Altpaläolithische Kleinkunst) sind die von Kurt E. Kocher gefundenen Quarzitartefakte, in denen er Gesichtsprofile, Idole oder Tierplastiken erkennt, die er dem Homo erectus und dem Neandertaler zuordnet. Die meisten haben ein Alter von mehr als 120.000 Jahren. Ein ähnlicher Fund, der auf 230.000 Jahre datiert wird, stammt von den Golanhöhen.
Schon früh übte die lothringische Abtei Glandern, die in Grünstadt und Mertesheim begütert war, das Patronatsrecht für die noch erhaltene Martinskirche aus, das 1231 an das Wormser Domkapitel überging. Die öfter genannte Ersterwähnung im Jahr 836 des Glanderer Besitzes in Battenberg beruht jedoch auf einer gefälschten Urkunde. Auch nach 1231 scheint Glandern noch Rechte an der Kirche gehabt zu haben, denn 1324 gab der dortige Abt seine Zustimmung zur 1315 erfolgten Stiftung einer Messpfründe auf einem neu errichteten Altar des Battenberger Gotteshauses.
Burg Battenberg, seit dem Mittelalter im Eigentum des Adelsgeschlechts der Leininger, denen damals das Leiningerland gehörte, kontrollierte zusammen mit der nördlich gegenüber gelegenen (Luftlinie 1400 m) Burg Neuleiningen den Eingang des Eckbachtales.

### Neuzeit
Bis gegen Ende des 18. Jahrhunderts gehörte der Ort zu Leiningen-Dagsburg. Von 1798 bis 1814, als die Pfalz Teil der Französischen Republik (bis 1804) und anschließend Teil des Napoleonischen Kaiserreichs war, war Battenberg in den Kanton Grünstadt eingegliedert und unterstand der Mairie Bobenheim. 1815 wurde der Ort Österreich zugeschlagen.
Von 1816 an gehörte Battenberg zum Königreich Bayern und war weiterhin Teil des nun bayerischen Kantons Grünstadt im Rheinkreis. Von 1818 bis 1862 gehörte er dem Landkommissariat Frankenthal an; aus diesem ging das Bezirksamt Frankenthal  hervor. Im Jahr 1840 hatte der Ort 45 Häuser und 269 Einwohner, darunter 48 Mennoniten.
Ab 1939 war Battenberg Bestandteil des Landkreises Frankenthal (Pfalz). Nach dem Zweiten Weltkrieg wurde der Ort innerhalb der französischen Besatzungszone Teil des damals neu gebildeten Landes Rheinland-Pfalz. Am 7. September 1966 erhielt die Gemeinde zwecks Unterscheidung von Battenberg (Eder) den Namenszusatz „Pfalz“. Im Zuge der ersten rheinland-pfälzischen Verwaltungsreform wechselte der Ort am 7. Juni 1969 in den neu geschaffenen Landkreis Bad Dürkheim. Drei Jahre später wurde er Bestandteil der ebenfalls neu geschaffenen Verbandsgemeinde Grünstadt-Land, ehe diese 2018 in der Verbandsgemeinde Leiningerland aufging.

## Bevölkerung

### Einwohnerentwicklung
Die Entwicklung der Einwohnerzahl von Battenberg; die Werte von 1871 bis 1987 beruhen auf Volkszählungen.
| Jahr | Einwohner |
| 1815 | 310       |
| 1835 | 269       |
| 1871 | 299       |
| 1905 | 206       |
| 1939 | 212       |
| 1950 | 244       |

| Jahr | Einwohner |
| 1961 | 250       |
| 1970 | 274       |
| 1987 | 438       |
| 1997 | 405       |
| 2005 | 399       |
| 2023 | 383       |

### Religion
Die Evangelischen gehören zur Protestantischen Landeskirche der Pfalz und sind Teil des Bezirks Bad Dürkheim-Grünstadt. Bereits im 19. Jahrhundert war Battenberg ein evangelisches Pfarrdorf.
Die Katholiken gehören zum Bistum Speyer und unterstehen dort dem Dekanat Bad Dürkheim,  Seit 2016 ist Battenberg katholischerseits Bestandteil der in Grünstadt ansässigen Pfarrei Hl. Elisabeth.

## Politik

### Bundes- und Landespolitik
Bei Bundestagswahlen gehört Bobenheim am Berg seit 2002 zum Bundestagswahlkreis Neustadt – Speyer. Von 1965 bis 1998 war sie Bestandteil des Wahlkreises Frankenthal, davor bis 1961 Bestandteil des Wahlkreises Neustadt an der Weinstraße. Bei Landtagswahlen ist die Gemeinde seit 1991 wie der größten Teil des Landkreises in den Wahlkreis Bad Dürkheim eingegliedert.

### Gemeinderat
Der Ortsgemeinderat in Battenberg besteht aus acht Ratsmitgliedern, die bei der Kommunalwahl am 9. Juni 2024 in einer Mehrheitswahl gewählt wurden, und dem ehrenamtlichen Ortsbürgermeister als Vorsitzendem.

### Bürgermeister
Eric Bach (parteilos) wurde am 11. Juli 2024 Ortsbürgermeister von Battenberg. Bei der Direktwahl am 9. Juni 2024 hatte er sich mit einem Stimmenanteil von 83,9 % gegen zwei Mitbewerber durchgesetzt – darunter den Amtsinhaber, der allerdings ausdrücklich um keine Stimmen gebeten hatte, da der von ihm gewünschte Rückzug von der Wahl rechtlich nicht möglich war.
Bachs Vorgänger waren Peter Schmidt (parteilos), der das Amt 2019 übernommen hatte, ab 2014 Wolfgang Pahlke und davor Jürgen Schraut von der FWG.

### Wappen
| Wappen von Battenberg | Blasonierung: „Von Blau und Silber geteilt, oben ein rotbewehrter und -bezungter silberner Adler, unten ein nach links springender schwarzer Hund.“ |
| Wappen von Battenberg | Wappenbegründung: Das Battenberger Wappen basiert auf der Verbindung der Leininger Grafen zur Fürstabtei Murbach, im Oberelsass. Es ist geteilt und zeigt oben in Blau den silbernen Leininger Adler, unten in Weiß den springenden Schwarzen Hund von Murbach. |

## Sehenswürdigkeiten und Kultur

### Bauwerke
Kulturdenkmäler

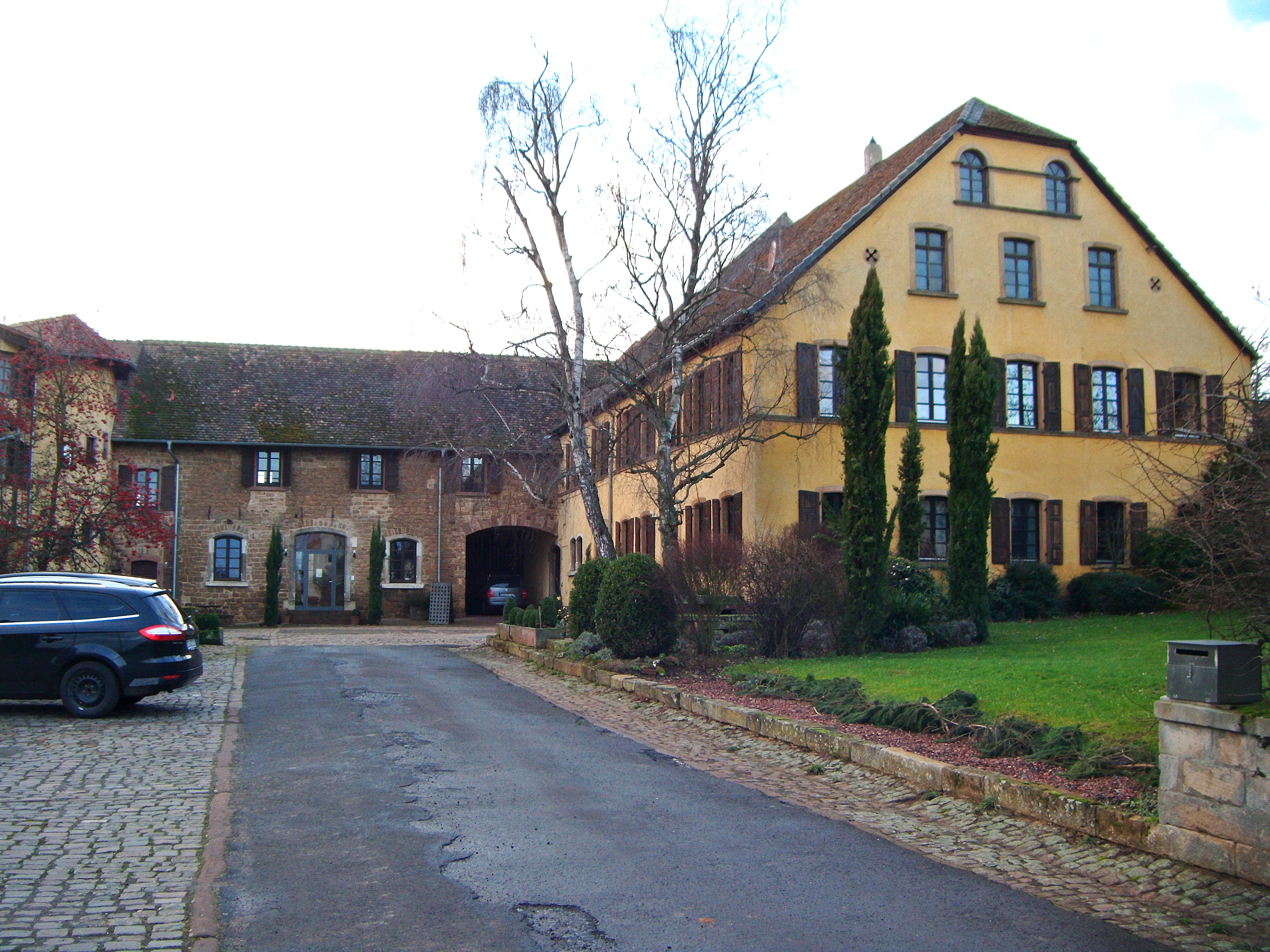
Ehemaliges gräfliches Hofgut, Hauptstr. 1–3

Die bereits genannte Burg Battenberg ist als Denkmalzone ausgewiesen. Hinzu kommen insgesamt fünf Einzelobjekte, die unter Denkmalschutz stehen, darunter die gotische Dorfkirche St. Martin. Sie stammt aus der Zeit um 1200, enthält jedoch ebenso ältere –  romanische – Bauteile.
sonstige Bauwerke
Westlich der Gemeinde, im Pfälzerwald, steht das barocke Jägerkreuz zur Erinnerung an ein Tötungsdelikt von 1702.  Im Norden des Gemeindegebiets unweit der Gemarkungsgrenze zu Kleinkarlbach befindet sich der Sender Kleinkarlbach.

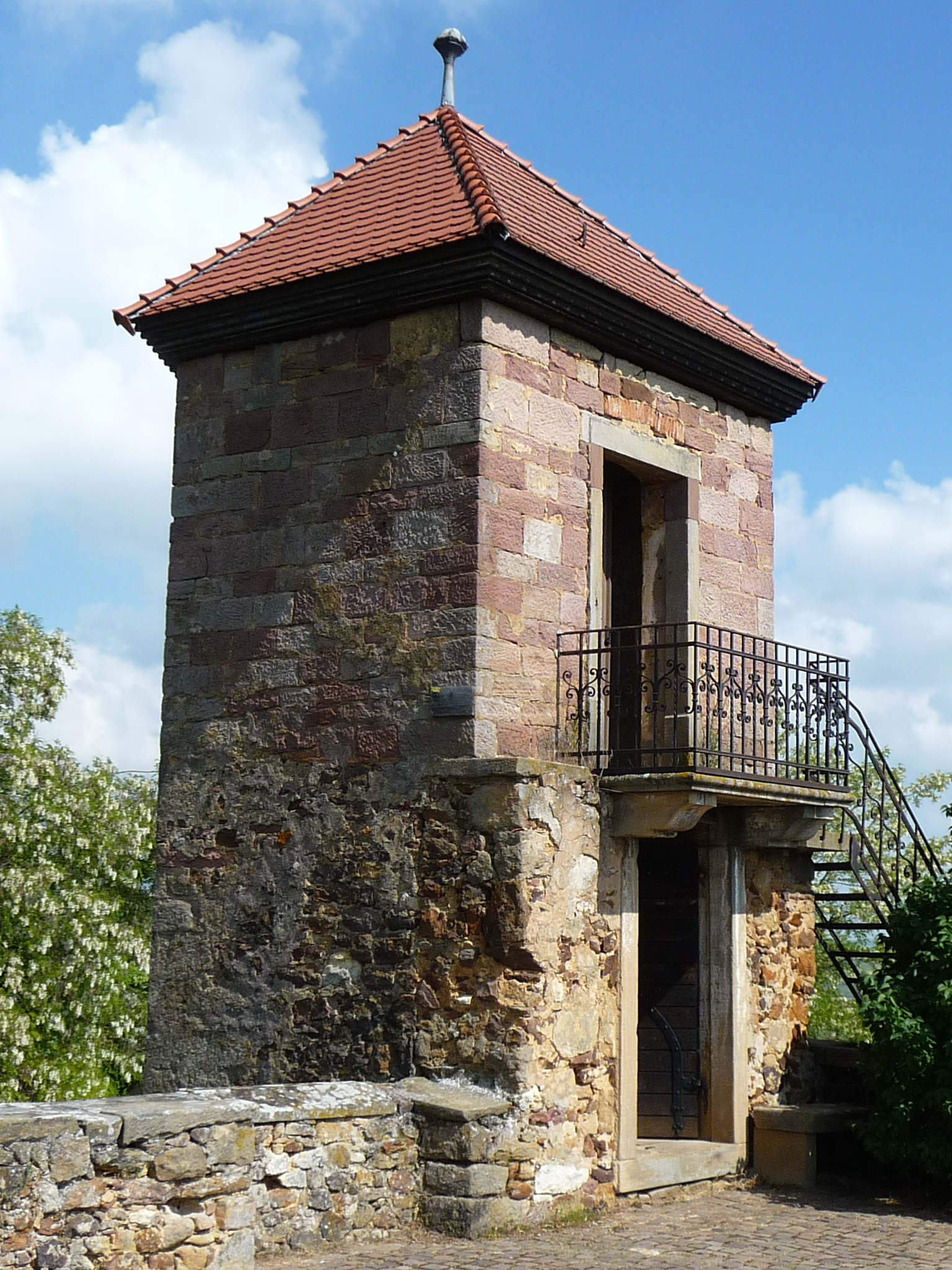
Treppenturm der Burg Battenberg
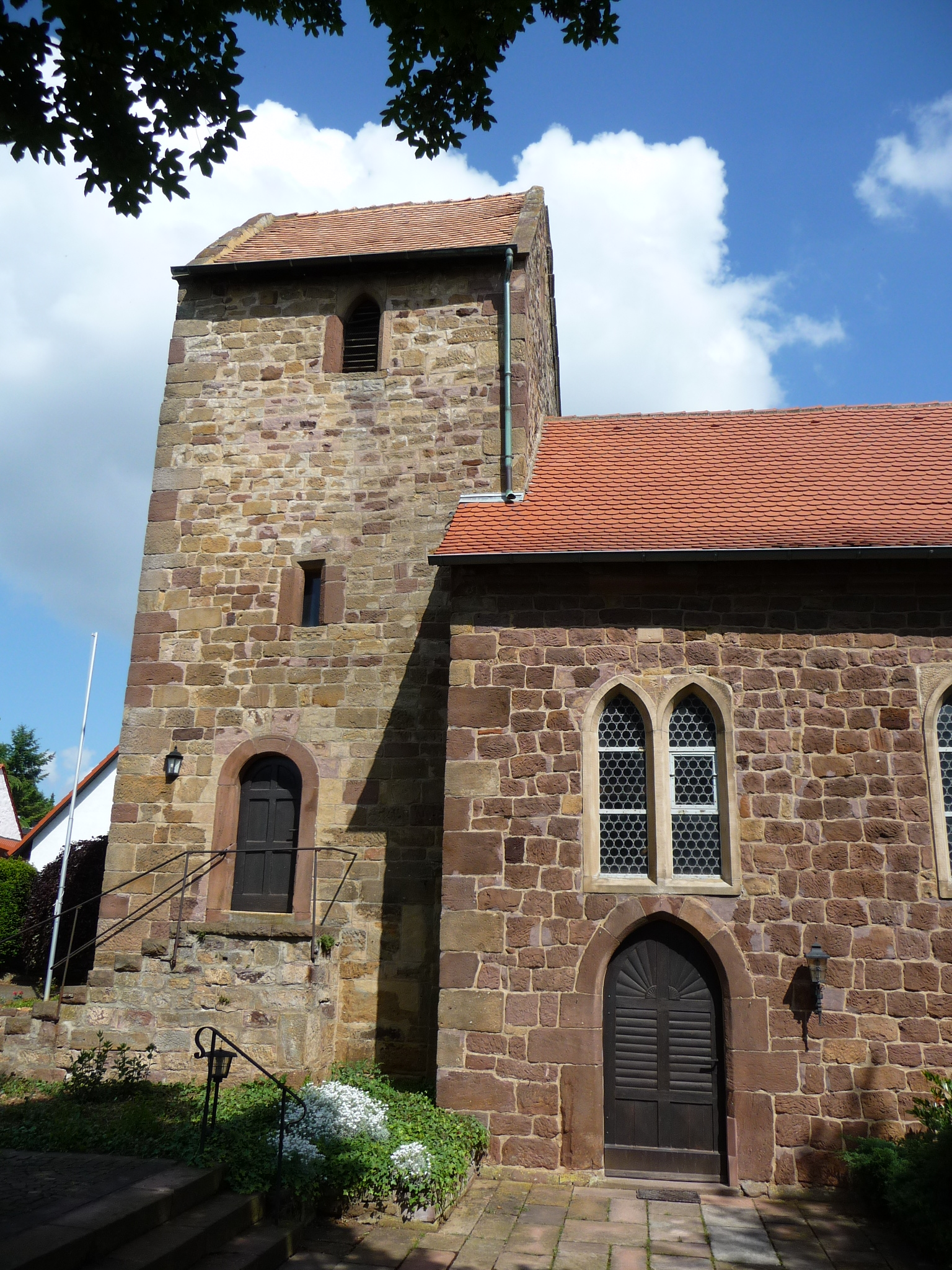
Prot. Martinskirche
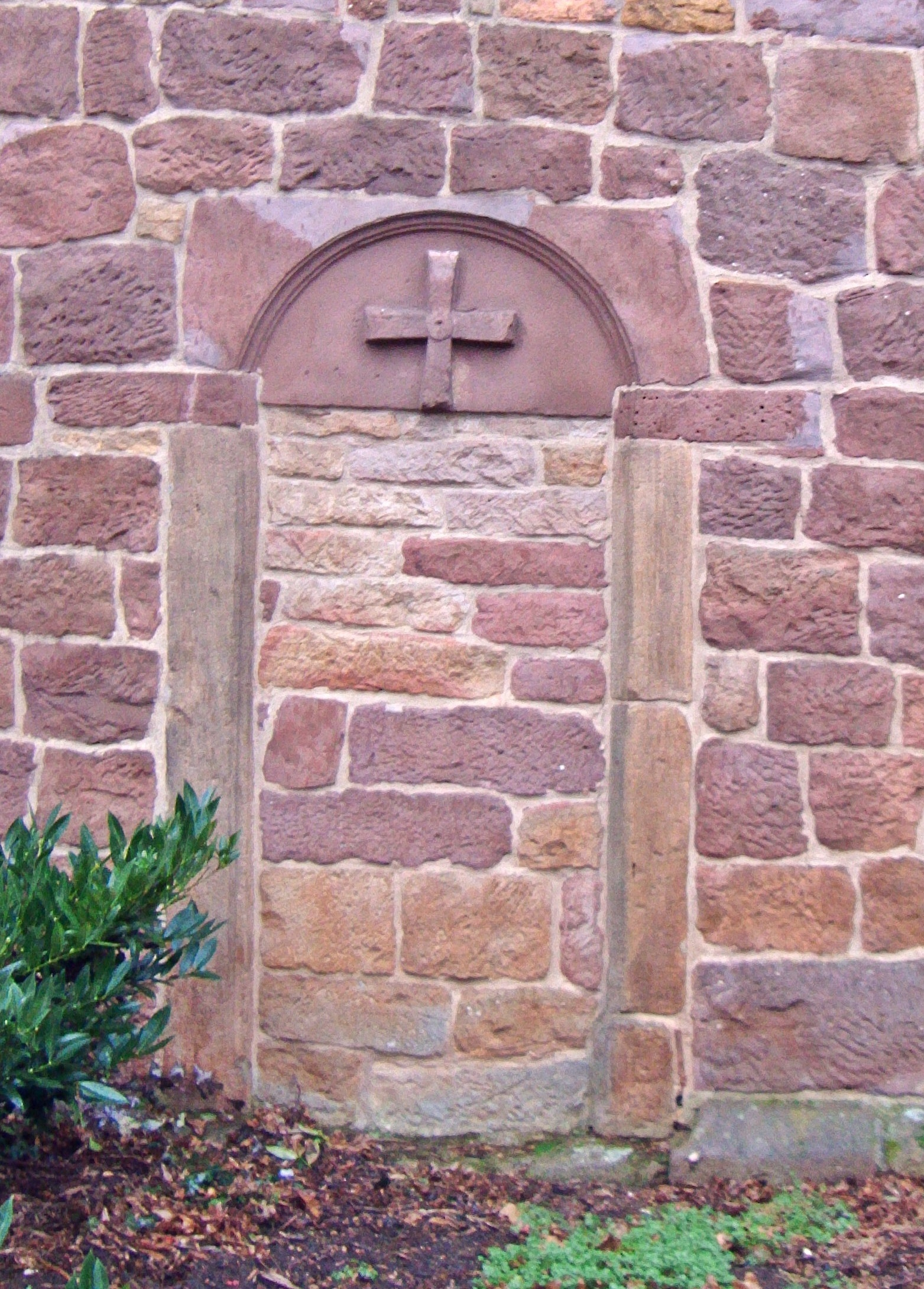
Romanische Tür an der Kirche mit Tympanon
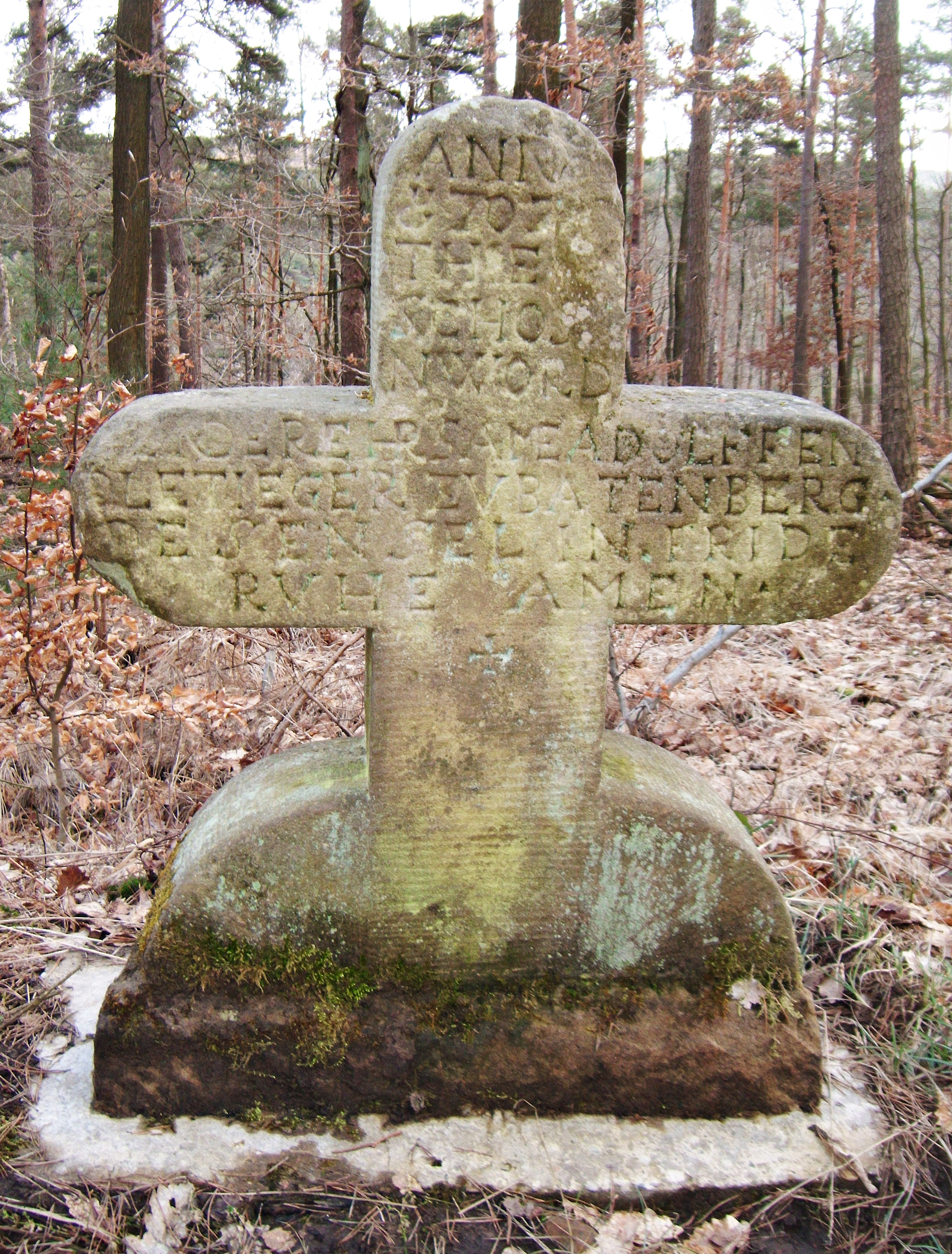
Jägerkreuz, 1702

### Natur

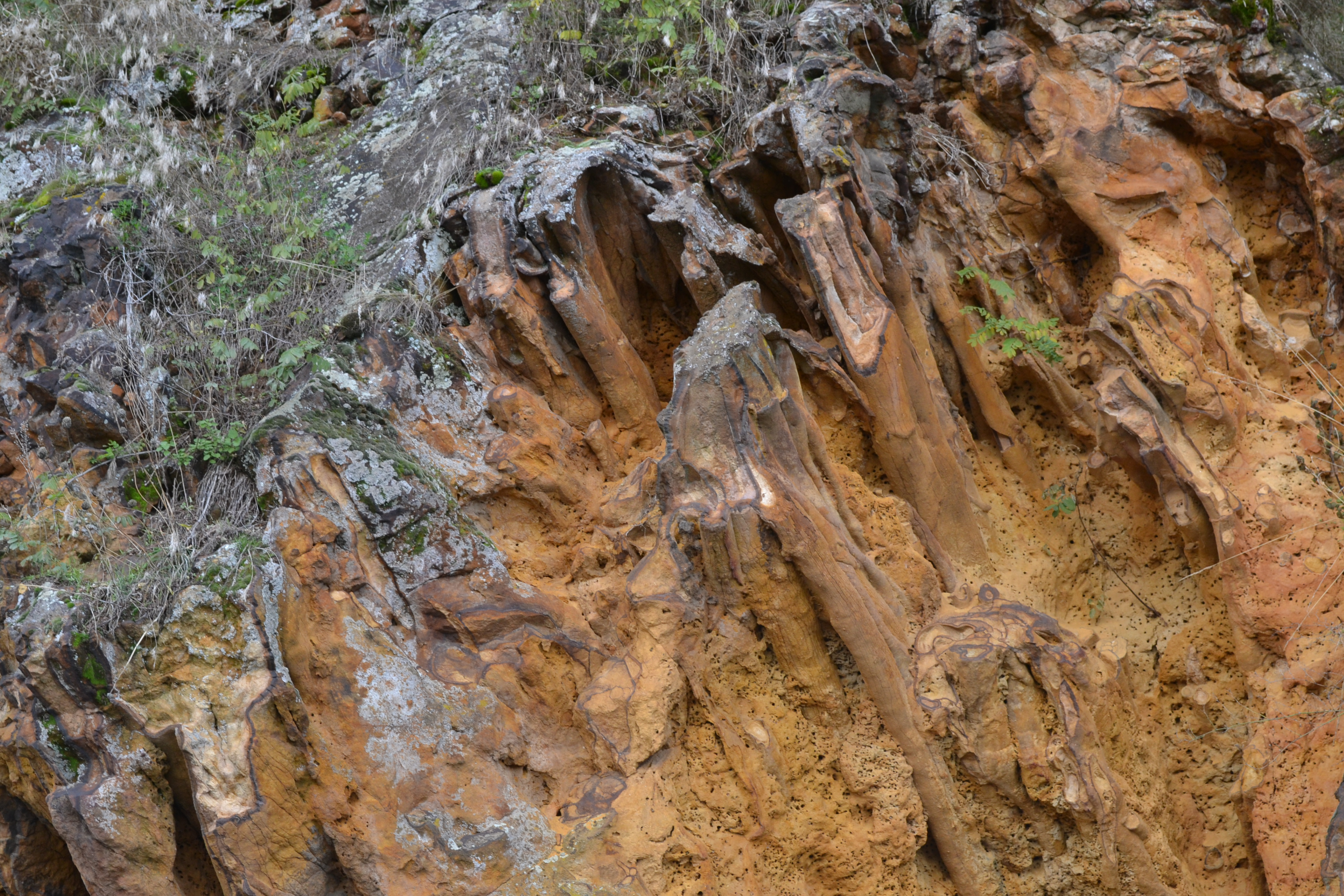
Blitzröhren

Battenberg liegt im Naturpark Pfälzerwald, der wiederum zum Biosphärenreservat Pfälzer Wald-Vosges du Nord gehört. Die Blitzröhren an der Auffahrt zum Ort sind das einzige als Naturdenkmal eingestuftes Objekt vor Ort. Das Naturschutzgebiet Haardtrand – Im Baumgarten befindet sich teilweise auf der Gemarkung der Ortsgemeinde.

### Veranstaltungen
Jährlich Anfang April findet an einem Sonntag der Stabaus statt. Zudem gibt es jedes Jahr am 3. Oktober einen Bauernmarkt.

## Wirtschaft und Infrastruktur

### Wirtschaft

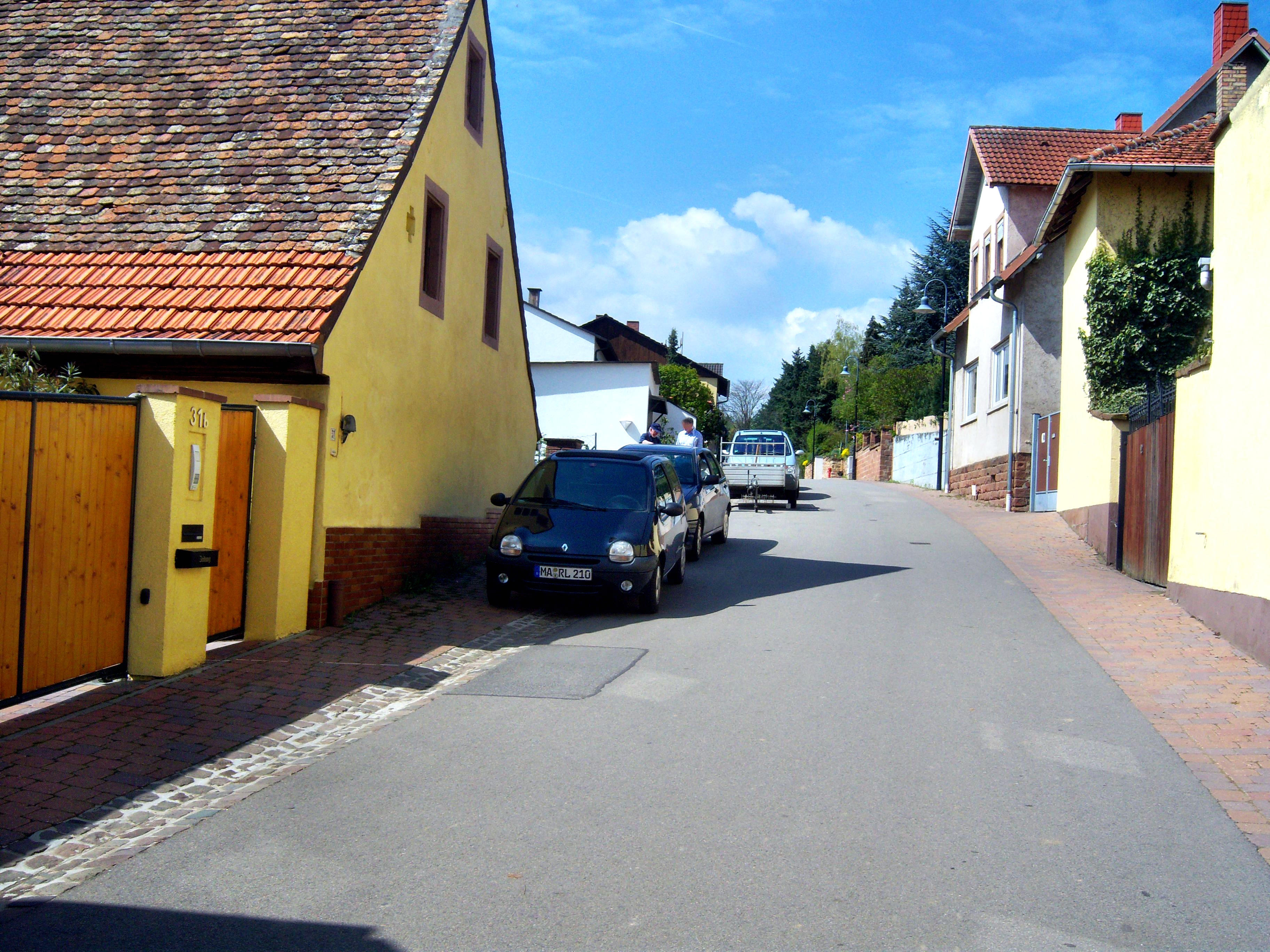
Die Battenberger Hauptstraße

Battenberg ist eine Wohngemeinde, in der auch Weinbau betrieben wird. Als solche gehört sie zum Weinanbaugebiet Pfalz. Vor Ort befindet sich die Einzellage Schloßberg (29,2 ha), die zur Großlage Höllenpfad gehört. Die Weinberge vor Ort konzentrieren sich auf den Bereich nördlich und östlich der Bebauung.

### Verkehr
Wegen der geographischen Lage gibt es in Battenberg keinen Durchgangsverkehr. Die Gemeinde ist über die Kreisstraße 30, die nach Kleinkarlbach führt, an das Straßennetz angebunden. Die Bundesautobahn 6, die Saarbrücken und Mannheim verbindet, passiert Battenberg zwar 1 km nördlich, doch der nächste Anschluss bei Grünstadt ist 5 km entfernt.
Ab 1903 war der Bahnhof Neuleiningen-Kleinkarlbach an der in diesem Jahr eröffneten Bahnstrecke Grünstadt–Altleiningen die nächstgelegene Bahnstation, ehe der dortige Personenverkehr 1967 eingestellt wurde. Seither befindet sich – wie zuvor bereits von 1873 bis 1903 – vier Kilometer entfernt in Kirchheim der nächste Bahnhof, der an der Pfälzischen Nordbahn Neustadt–Monsheim liegt.

### Organisation
Die Ortsgemeinde gehört zum Gerichtsbezirk Grünstadt.

### Tourismus
Battenberg liegt am 2010 eingerichteten und 2011 als Prädikatswanderweg ausgezeichneten Pfälzer Weinsteig, der von Schweigen-Rechtenbach bis nach Bockenheim an der Weinstraße verläuft. Darüber hinaus verläuft der Leininger Burgenweg durch das Gemeindegebiet; bei ihm handelt es sich um einen Rundweg, der die Burgen Battenberg, Altleiningen und Neuleiningen miteinander verbindet. Zudem ist die Ortsgemeinde Ausgangspunkt eines Weges, der mit einem weiß-blauen Balken markiert ist und der bis nach Wörth am Rhein führt.

## Persönlichkeiten

### Ehrenbürger
- Fritz Hoppe, Oberlehrer und Träger des Bundesverdienstkreuzes

### Personen die vor Ort gewirkt haben
- Karl Ludwig von Leiningen-Dagsburg-Emichsburg (1704–1747), Graf und Landesherr, residierte zeitweise in Battenberg, wo er auch starb und in der Martinskirche bestattet wurde.
- Johann Höpffender, 1792/93 Mitglied des Rheinisch-Deutschen Nationalkonvents
- Dieter Spiess (1924–2017), Unternehmer und Honorarkonsul, starb vor Ort.
- Walter Markert (1926–2006), Künstler, schnitzte 1994 aus Kiefernholz den Kreuzweg im Langhaus der Neuleininger Kirche St. Nikolaus
- Rosmarien Weber-Markert (1927–2010), Malerin, besaß ab 1975 vor Ort ein Atelier.